# 陸羽茶室

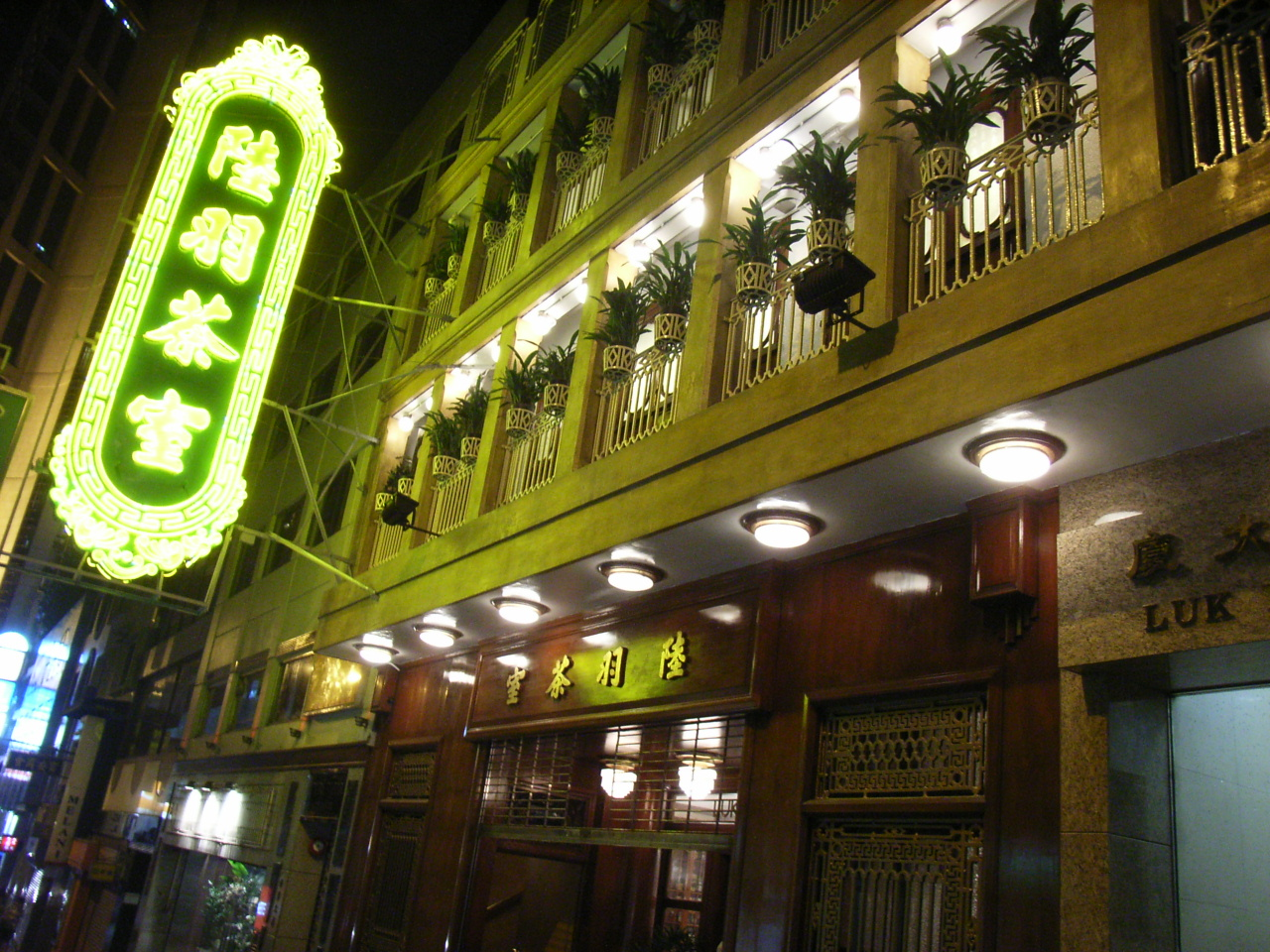
在中環士丹利街的陸羽茶室及陸羽大廈

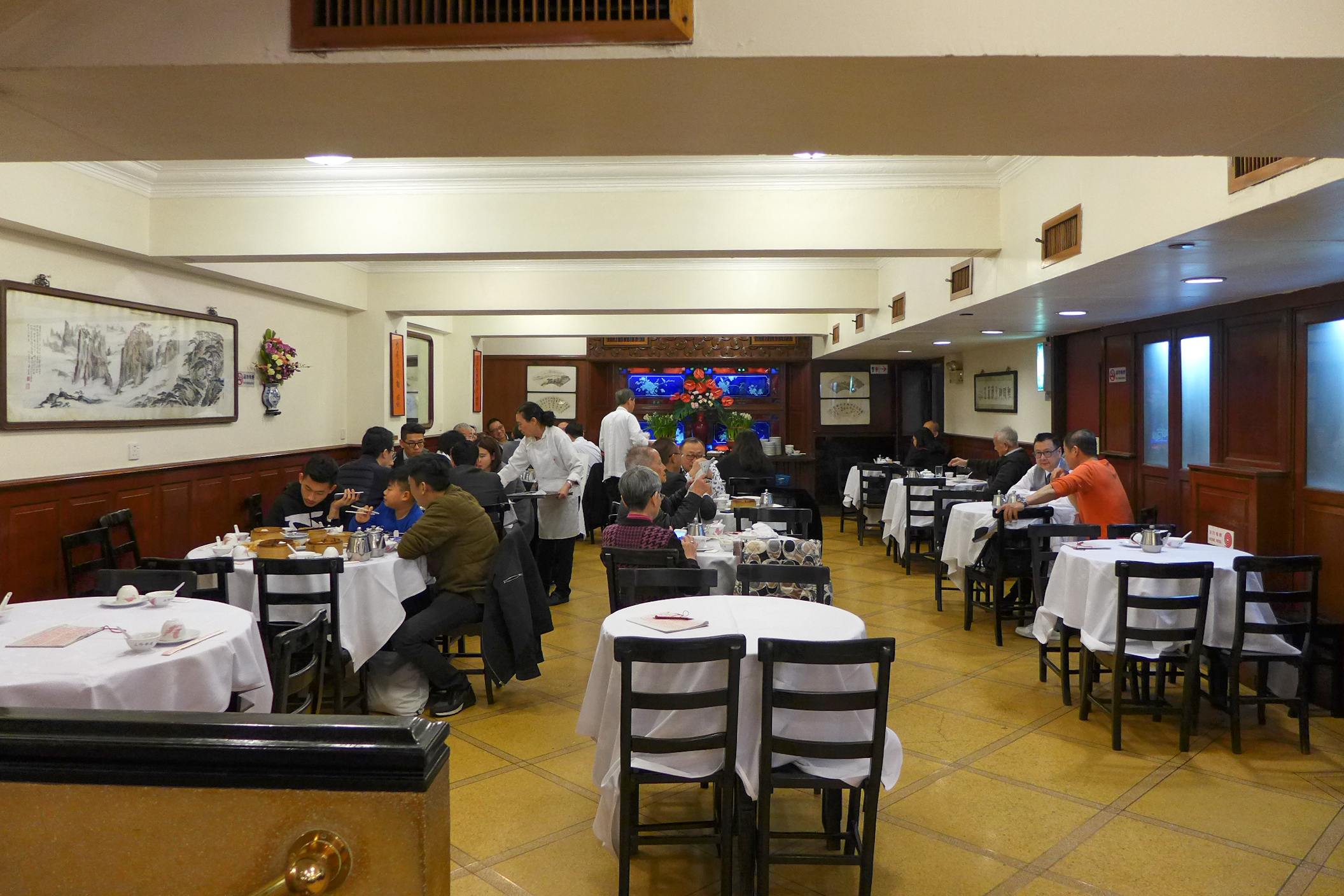
陸羽茶室1樓

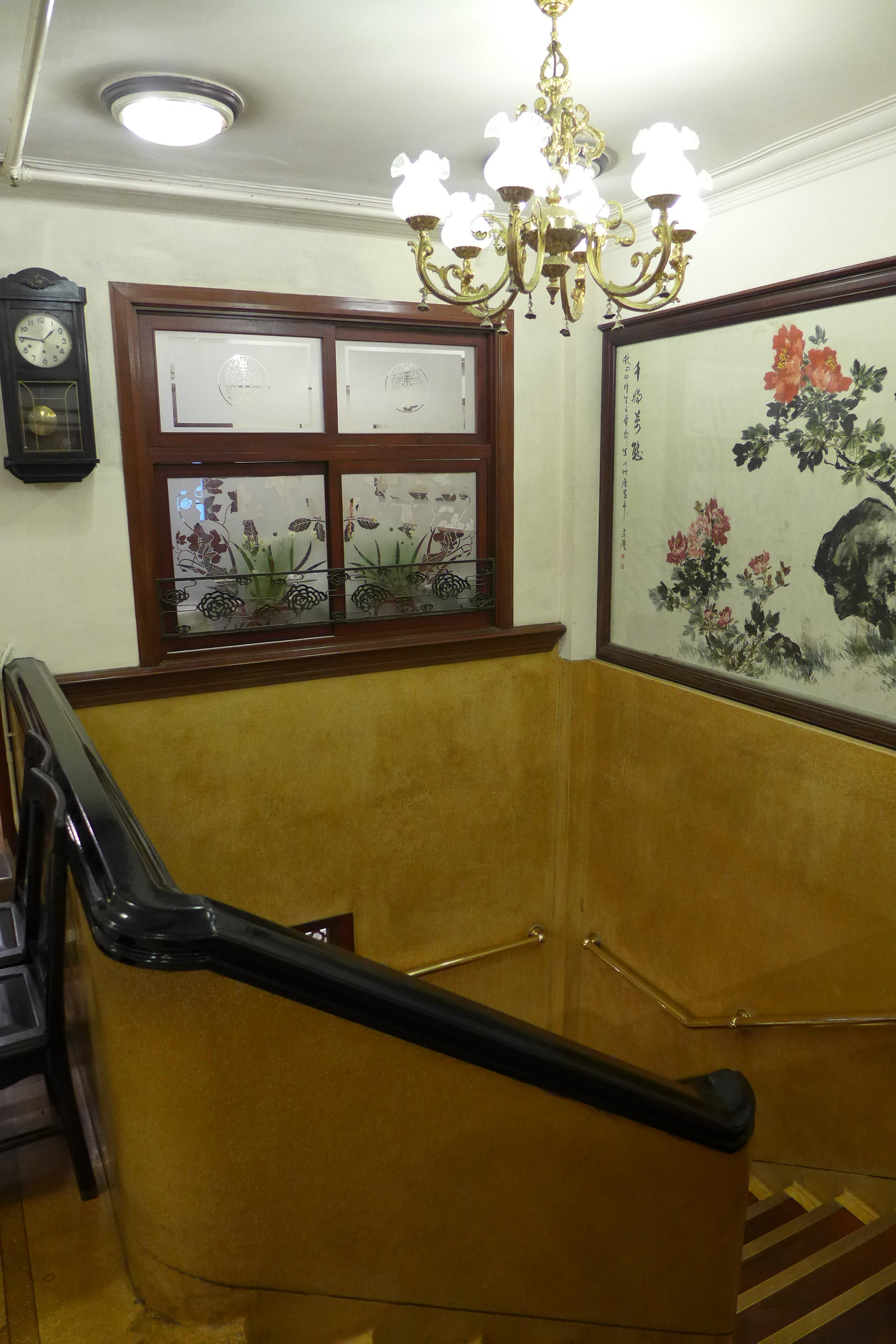
陸羽茶室樓梯

陸羽茶室（英語： Tea House），是一所位於香港中環的茶室，士丹利街由馬超萬及李熾南於1933年6月11日創辦，是初時在永吉街開業，後來因為業主要收回單位，遂於1976年遷至士丹利街現址。

## 命名
茶館的名字取自唐代詩人陸羽，為中國茶聖，對茶很有研究，而茶室亦以茶著名，故此定名為“陸羽茶室”，茶室二樓放置了一樽陸羽像。

## 茶室特色
陸羽茶室共有3層，地下有一間房，1至2樓有3間房。茶室內古色古香，掛有不少中國字畫墨寶。門口的招牌由舊址沿用至今。大門外有印度籍人士守衛。茶室內的櫃台、屏風、吊扇、鐘、花瓶及算盤等都古意盎然，傢私多用酸枝花梨，均由舊舖搬到現址，保留舊有風格，也是茶室的特色之一。

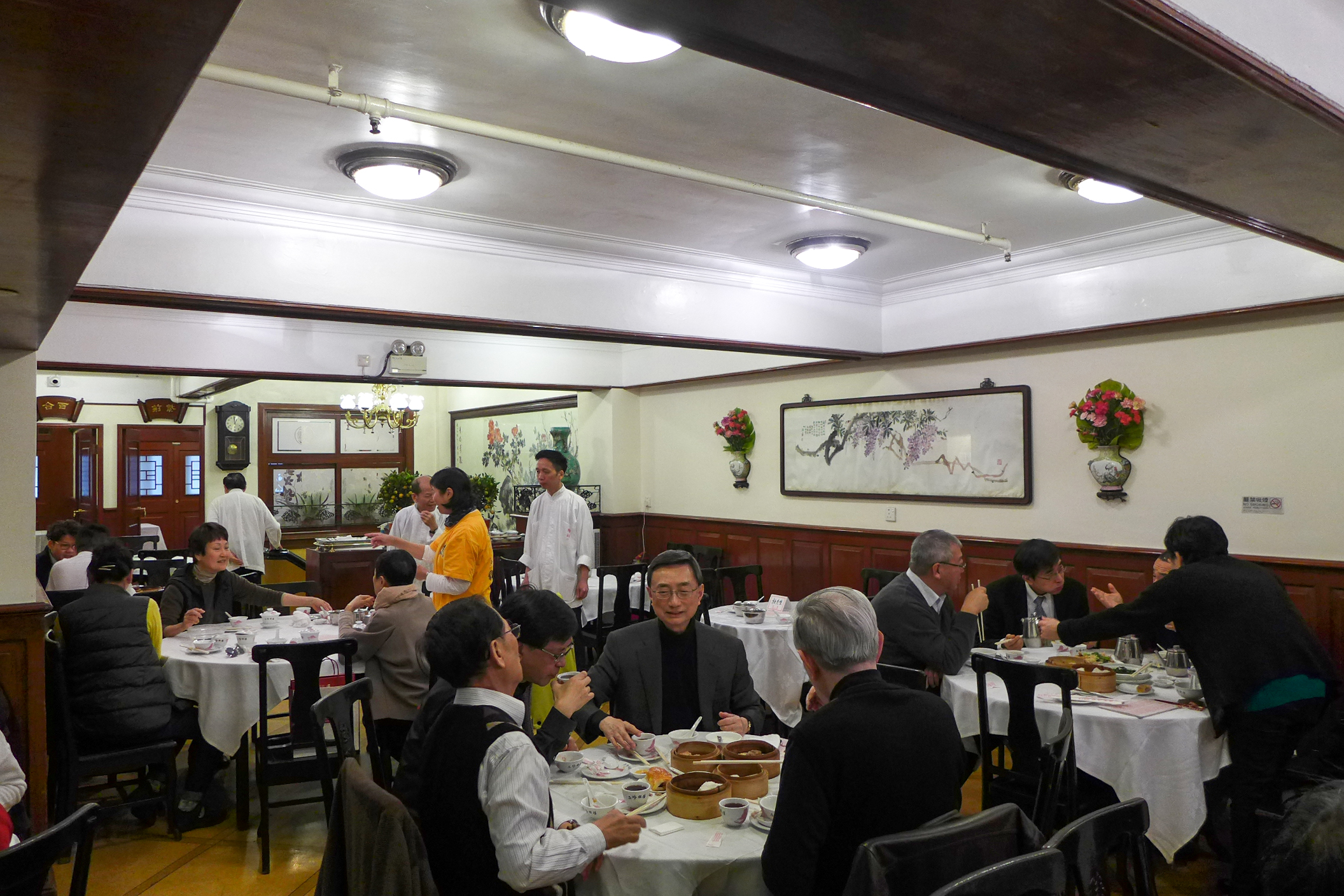
陸羽茶室2樓
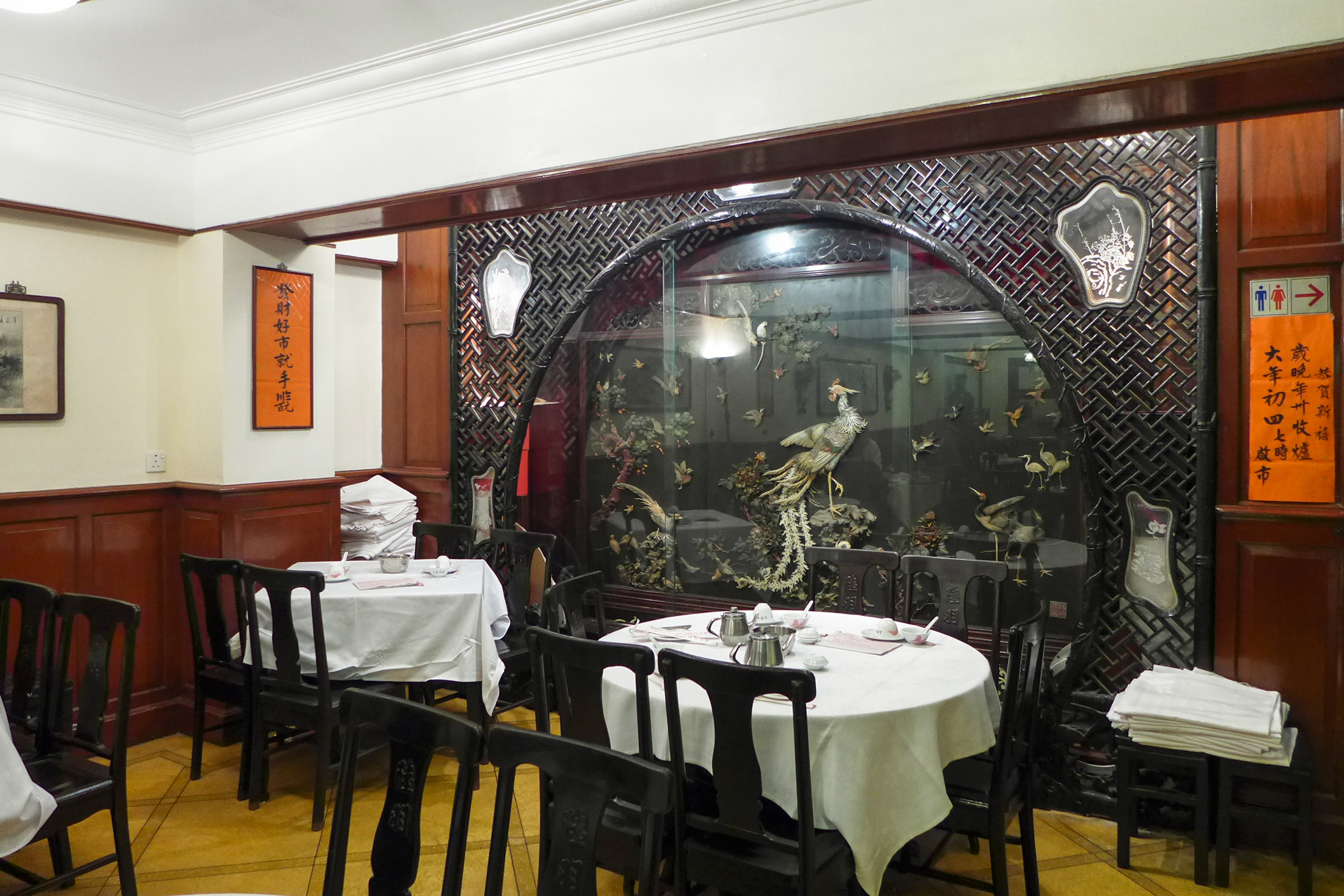
陸羽茶室2樓中式屏風
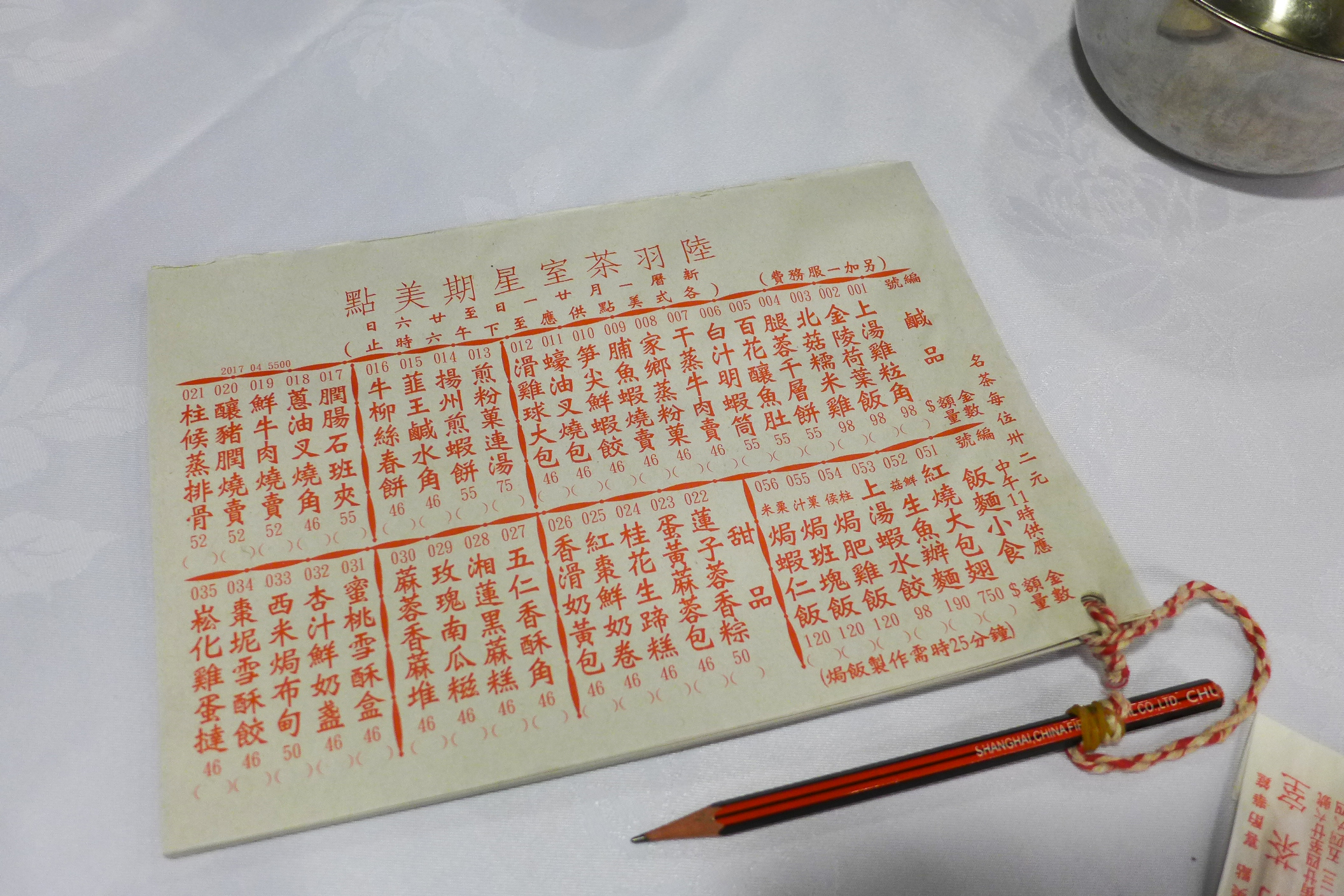
點心紙

茶室以殖民風格、對傳統的恪守以及忠實的老顧客而聞名，整個一樓都被非正式地保留給這些老顧客。其还因传统菜肴和点心而闻名。例如云腿鸽球、子薑咕噜肉、石斑多士和猪猪润烧卖。

## 槍殺案
2002年11月30日，經常光顧的香港商人林漢烈在茶室品茗期間被職業殺手近距離連開兩槍射殺。